# Tierra Colorada 1ra. Sección
Tierra Colorada 1ra. Sección är en ort i Mexiko.   Den ligger i kommunen Huimanguillo och delstaten Tabasco, i den sydöstra delen av landet, 600 km öster om huvudstaden Mexico City. Tierra Colorada 1ra. Sección ligger 18 meter över havet och antalet invånare är 563.
Terrängen runt Tierra Colorada 1ra. Sección är mycket platt. Runt Tierra Colorada 1ra. Sección är det ganska glesbefolkat, med 45 invånare per kvadratkilometer. Närmaste större samhälle är Poblado C-33 20 de Noviembre, 15,3 km nordost om Tierra Colorada 1ra. Sección. Trakten runt Tierra Colorada 1ra. Sección består till största delen av jordbruksmark.